# Брукс, Джеральдин (актриса)
Джеральдин Брукс (англ. Geraldine Brooks), имя при рождении Джеральдин Строк (англ. Geraldine Stroock) (29 октября 1925 года — 19 июня 1977 года) — американская актриса, карьера которой охватила 1940—1970-е годы.
«Решительная, голубоглазая брюнетка с привлекательными, слегка заострёнными чертами лица», Брукс впервые вышла нас сцену в мюзикле в возрасте 17 лет, после чего работала в летней антрепризе, а в 1944 году начала играть на Бродвее. В 1947 году она отправилась в Голливуд, где стала контрактной актрисой «Уорнер бразерс».
Лучшими картинами с участием Брукс были фильмы нуар «Ложная тревога» (1947), «Одержимая» (1947), «Акт убийства» (1948), «Момент безрассудства» (1949) и «Зелёная перчатка» (1952), криминальная мелодрама «Соблазнительная ты» (1947) и итальянская социальная драма «Вулькано» (1950).
Брукс была номинирована на премию «Тони» как лучшая театральная актриса за игру в бродвейском спектакле «Брайтауэр» (1970) и номинирована на премию «Эмми» за роль в эпизоде телесериала «Автобусная остановка» (1961).

## Ранние годы
Джеральдин Брукс (при рождении — Строк) родилась в Нью-Йорке в семье с голландскими корнями. Её семья была тесно связана с театром: отец владел ведущей компанией по пошиву театральных костюмов, а мать была стилистом и дизайнером одежды. Одна её тётя была танцовщицей в варьерте «Безумства Зигфелда», а другая — контральто в «Метрополитэн-опера». Её старшая сестра Глория Строк также стала актрисой, играя главным образом небольшие роли в кино и на телевидении.
С двух лет Джеральдин занималась танцами, в подростковом возрасте училась в Школе моделей Хантера, а в 1942 году окончила Школу Джулии Ричман на Манхэттане, где была президентом драмкружка. В 1942—1945 годах Джеральдин училась в Американской академии драматического искусства и в школе театра «Нейборхуд» в Нью-Йорке, а летом играла летних антрепризах.
В 1944 году Джеральдин стала играть в мюзикле «Следуй за девушками», который имел на Бродвее большой успех, выдержав за два года 888 представлений. Не доиграв в шоу до конца, в январе 1946 года Джеральдин получила роль Пердиты в бродвейской постановке шекспировской пьесы «Зимняя сказка», которая была показана 39 раз. В этот момент на Джеральдин обратил внимание представитель киностудии «Уорнер бразерс», заключивший с ней контракт.

## Карьера

### Работа на «Уорнер бразерс» (1947—1949)
«Энергичная, красивая, маленькая брюнетка», в 1947 году она перебралась в Голливуд, где сменила имя на Джеральдин Брукс. За зажигательную игру в Голливуде журналисты назвали «новой Хепбёрн».
Брукс «многообещающе дебютировала» в готическом триллере Питера Годфри «Ложная тревога» (1947), сыграв вторую по значимости женскую роль упрямой сестры мужа главной героини (Барбара Стэнвик), которая фактически силой удерживается в доме своим дядей (Эррол Флинн), «добавив фильму напряжённости». Фильм был закончен в августе 1946 года, однако вышел на экраны только в июле 1947 года. Критика в целом дала игре Брукс позитивные отзывы, хотя сам фильм получил противоречивые оценки, в частности, «Уолл стрит джорнал» назвал его «настолько же скучным, насколько и страшным, а его историю — полной мелодраматических клише».
Вторая работа Брукс на студии «Уорнер бразерс», фильм нуар Кёртиса Бернхардта «Одержимая» (1947) был снят позже «Ложной тревоги», но вышел на экраны на три недели раньше. Джоан Кроуфорд сыграла в картине главную роль психически нездоровой женщины, которая выходит замуж за богатого бизнесмена (Рэймонд Мэсси). Брукс исполняет вторую по значимости женскую роль дочери бизнесмена, которая «проходит через ряд драматических столкновений с персонажем Кроуфорд» на почве любви, ревности и ненависти, однако её героиня «значительно более уравновешенная, человечная и тёплая», чем «маниакальный персонаж Кроуфорд». Кинокритик Босли Кроутер в своей рецензии в «Нью-Йорк таймс» написал о Брукс как о «новичке, которая сияет ярко в роли чувственной падчерицы мисс Кроуфорд».
С криминальной мелодрамой «Соблазнительная ты» (1948) Брукс перешла в статус ведущей драматической актрисы. Она сыграла несчастную девушку, которую во время полицейской погони сбивает машина с двумя преступниками. Дейн Кларк в роли связавшегося с криминалом доброго парня, водителя сбившей её машины, навещает её в больнице, затем влюбляется в неё, достаёт деньги на её лечение, помогает полиции задержать убийцу и в финале картины женится на умирающей героине Брукс. По словам критика Джея Карра, Брукс играет «в манере обречённых героинь, святящаяся красавица-брюнетка с сияющими глазами и ослепительной улыбкой,… и во многом благодаря ей фильм не смотрится слащаво». Фильм, однако, не получил широкого проката, возможно, по причине своего грустного финала.
В 1948 году Брукс сыграла на студии «Юнивёрсал Пикчерз» в фильме Майкла Гордона «Акт убийства» (1948) с Фредериком Марчем, Эдмондом О’Брайеном и Флоренс Элдридж. В этой криминальной драме на тему эвтаназии она исполнила роль дочери Марча и Элдридж, которые были супружеской парой как в фильме, так и в реальной жизни. По сюжету фильма персонаж Марча, судья, решает прекратить мучения своей смертельно больной жены, убив её и себя в автокатастрофе. Брукс в этой картине, по словам Кроутера, «смотрится приятно в роли дочери судьи с живым и лёгким характером». Хотя этот мрачный фильм получил позитивные отклики критики, он тем не менее не имел коммерческого успеха.
Менее впечатляющим был выполненный в цвете стандартный вестерн «Уорнер бразерс» категории В «Братья Янгеры» (1949), где Брукс стояла в титрах на четвёртом месте вслед за Уэйном Моррисом, Дженис Пейдж и Брюсом Беннетом. Не довольная качеством своих ролей, после завершения съёмок фильма «Братья Янгеры» (1949) в июле 1948 года Брукс попросила «Уорнер» расторгнуть с ней контракт, и решила работать самостоятельно.
В 1949 году на студии «Коламбиа» вышел фильм нуар Макса Офюльса «Момент безрассудства» (1949), в котором 24-летняя Брукс сыграла третью по значимости роль 17-летней художницы, которая влюбляется в немолодого полукриминального псевдо-арт-дилера, которого вскоре находят убитым. Её мать (Джоан Беннетт) пытается скрыть убийство, полагая, что его совершила дочь, однако становится предметом шантажа со стороны гангстера (Джеймс Мейсон), который в свою очередь в неё влюбляется с трагическими последствиями для себя. Фильм получил позитивные отклики, включая игру актёров. Так, Деннис Шварц охарактеризовал фильм как «плотный и насыщенный, очень увлекательный триллер, ни в чём не уступающий более признанным фильмам Офьюлса».
Её последний американский фильм 1940-х годов (он вышел в широкий прокат только в 1950 году), семейная мелодрама «Вызов Лесси» (1949) был сделан в Текниколоре на студии «Метро-Голдвин-Майер». В титрах Брукс была указана третьей после Эдмунда Гвенна и Дональда Криспа, которые, в этой версии на тему классической истории о собаке Грейфрайерс Бобби, сыграли роли пожилых шотландцев. Как отметил Кроутер, «играя роль дочери кладбищенского сторожа, она исполнила единственную значимую женскую роль, но главное внимание, конечно же, было сосредоточено на собаке».
Карьера Брукс, однако, «так и не поднялась до ожидаемого уровня», её не удовлетворяло качество ролей, «в большинстве из которых она представала в образе инженю», и она решила резко изменить ход своей карьеры.

### Работа в Италии (1949)
«Чтобы не погрязнуть окончательно, так и не добившись звёздного статуса», Брукс решила испытать счастье в нескольких европейских фильмах, и в середине 1949 года приняла приглашение режиссёра Уильяма Дитерле сняться в итальянском фильме «Вулькано» (1950). Съёмка фильма велась главным образом на вулканических островах Вулькано и Липари, а также на море недалеко от Сицилии. Фильм возвращает Брукс к знакомой ей роли невинной инженю, которую использует в своих интересах беспринципный эксплуататор женщин (Россано Брацци), в то время, как её старшая сестра (Анна Маньяни), возвращается на свой родной остров после 18 лет работы проституткой в Неаполе. Фильм был подвержен цензуре и вышел в Америке лишь через три года после его итальянской премьеры. В рецензии журнала «Тайм» в июне 1953 года, было отмечено, что хотя его «история и сюжет напоминают „Стромболи“, „Вулькано“ является значительно лучшим фильмом. На фоне суровых условий острова примитивные страсти истории не выглядят особенно чрезмерными или неуместными».
В фильме «Мне приснилось, что я в раю» (1950) Брукс единственный раз в своей кинокарьере была поставлена во главе списка актёров. Она сыграла главную роль уличной проститутки, которая отчаянно и с трагическими последствиями пытается не допустить, чтобы красивый судья (Витторио Гассман), который в неё влюбляется, узнал о роде её занятий. Лишь три года спустя фильм вышел в американский прокат под названием «Улица печали» в сильно отредактированном и урезанном виде. В ноябре 1952 года критик А. Х. Уэйлер в рецензии в «Нью-Йорк таймс» отметил, что «Джеральдин Брукс, американка, сыгравшая более чем в одном итальянском фильме, элегантно и убедительно пытается создать из проститутки образ тоскующей героини, отчаянно хватающейся за возможность жить достойной жизнью». Однако сам фильм он назвал «грустной и вялой мелодрамой, банальной, слезливой и во многом отталкивающей».
Итальянские фильмы Брукс «не имели коммерческого успеха», и «быстро разочаровавшись, она вернулась в США».

### Работа в театре (1952—1970)
Вернувшись в Америку, Брукс обратила своё внимание на театр. В 1952 году она стала играть одну из главных ролей в бродвейской комедии «Время кукушки». Её партнёршей была Ширли Бут, удостоенная за свою работу Тони. Спектакль шёл весь сезон 1952—1953 годов и выдержал 263 представления.
В 1956 году Брукс поступила в Актёрскую студию в Нью-Йорке, готовившую актёров по собственной методике, основанной на системе Станиславского. Однако несмотря на улучшение актёрской техники, карьера Брукс не пошла в гору, и она переориентировалась, прежде всего, на телевидение.
Свою последнюю роль на Бродвее Брукс сыграла после длительного перерыва в спектакле «Брайтауэр» (1970). Хотя спектакль был снят после единственного представления, за игру в нём актриса была номинирована на Тони.

### Работа в кино (1952—1975)
После возвращения из Италии Брукс сыграла всего в четырёх фильмах. В 1952 году вышел нуаровый триллер Рудольфа Мате «Зелёная перчатка» (1952), в котором бывший американский десантник (Гленн Форд) ведёт в послевоенной Франции розыск ценной реликвии, в чём ему помогает привлекательный американский гид, роль которой сыграла Брукс. Несмотря на добротную актёрскую игру, фильм не имел особого успеха у критики. Так, Босли Кроутер в «Нью-Йорк таймс» назвал его «всего лишь стандартной гонкой за средневековой, украшенной драгоценностями перчаткой, украденной из сельской французской церкви», а «масштаб истории тянет на мелодраму низшей лиги».
Ещё менее удачной была криминальная экшн-драма «Улица грешников» (1957), которая рассказывала о первом годе работы нью-йоркского полицейского Джона Дина (Джордж Монтгомери), где Брукс играет привлекательную даму, которая после развода теряет интерес к жизни и начинает сильно пить. Когда Дин задерживает её за пьянство в общественном месте, она в него влюбляется, а некоторое время спустя спасает во время бандитского нападения. В дальнейшем, понимая, что не в силах остановить своё дальнейшее падение, она выбрасывается из окна. Почти десять лет спустя в драме «Джонни Тайгер» (1966), действие которой происходит в резервации индейского племени семинолов во Флориде, Брукс сыграла роль врача, в которую влюбляется вновь прибывший учитель (Роберт Тейлор), полный планов наладить обучение индейцев в местной школе. Свою последнюю роль в кино Брукс сыграла ещё почти десять лет спустя в «довольно скучном криминальном фильме Пола Богарта „Мистер Рикко“ (1975)». Главную роль ведущего частное расследование адвоката сыграл Дин Мартин в своей последней главной роли, а Брукс предстала в образе женщины, с которой у героя начинается роман.

### Работа на телевидении (1949—1976)
После возвращения в США, Брукс «практически полностью ушла на телевидение», где сделала весьма заметную карьеру в качестве гостевой звезды популярных телесериалов. Всего в период 1949—1976 годов она сыграла в 109 различных сериалах.
Особенно запоминающимися были её роли в эпизодах сериалов «Приключения в раю» (1961), «Автобусная остановка» (1961) (за которую она была номинирована на Эмми), «Бонанза» (1961), «Перри Мейсон» (1962), «Ларами» (1963), «Защитники» (1963), «За гранью возможного» (1963—1964), в трёх эпизодах телесериала «Беглец» (1963—1967), включая последний решающий эпизод этого многолетнего сериала, «Дымок из ствола» (1966) и «Мэнникс» (1968), а также в пилотном телефильме «Айронсайд» (1967). Она также играла постоянную роль подруги частного детектива (Дэн Дэйли) в телесериале «Фарадэй и компания» (1973—1974, 4 эпизода), в эпизодах сериалов «Кунг-фу» (1972), «Улицы Сан-Франциско» (1972), «Кэннон» (1973) и «МакМиллан и жена» (1975), в этом сериале постоянную роль играла её сестра Глория Строк). Свою последнюю роль главы семейства Брукс сыграла в недолговечном сериале «Дамплинги» (1976, 10 эпизодов), который был редкой для неё комедийной работой.

## Личная жизнь и смерть
В 1958—1961 годах Брукс была замужем за телесценаристом Хербертом Сарждентом, после развода с которым в 1964 году вышла замуж за писателя Бадда Шульберга, более всего известного в качестве сценариста драмы «В порту» (1954), который принёс ему Оскар.
Семьи её сестры и мужей также имели отношение к кино. Сценарист Леонард Стерн был мужем её сестры Глории Строк. Сценарист Алвин Сарджент был братом её первого мужа. Известный продюсер компаний «Парамаунт» и «Коламбиа» Б. П. Шульберг был отцом её второго мужа, а продюсер Стюарт Шульберг — его братом.
В 1964 году после женитьбы Брукс с Шульбергом поселились в Лос-Анджелесе, где открыли писательскую школу для малоимущих. Кроме того, она писала детские стихи, хотя своих детей у неё не было. Она стала искусным фотографом природы. В 1975 году была опубликована книга «Наблюдение за лебедями» с её фотографиями птиц, текст для которой написал Шульберг.
В мае 1977 года Брукс выступала с надгробным словом на похоронах Джоан Кроуфорд в Нью-Йорке, это было менее чем за месяц до её собственной смерти.
Джеральдин Брукс умерла 19 июня 1977 года в больнице Риверхэда, штат Нью-Йорк, от инфаркта, она была серьёзно больна раком. Ей был 51 год.

## Избранная фильмография
| Год       |   | Русское название     | Оригинальное название        | Роль                                     |
| --------- | - | -------------------- | ---------------------------- | ---------------------------------------- |
| 1947      | ф | Одержимая            | Possessed                    | Кэрол Грэм                               |
| 1948      | ф | Акт убийства         | An Act of Murder             | Элли Кук                                 |
| 1949      | ф | Момент безрассудства | The Reckless Moment          | Беатрис «Би» Харпер                      |
| 1949      | ф | Вызов Лесси          | Challenge to Lassie          | Сьюзан Браун                             |
| 1952      | ф | Зелёная перчатка     | The Green Glove              | Кристин «Крис» Кеннет                    |
| 1961—1966 | с | Бонанза              | Bonanza                      | Кэрол Эттли / Элизабет Стоддард Картрайт |
| 1962      | с | Перри Мейсон         | Perry Mason                  | Джоанн Дуглас                            |
| 1963      | с | Защитники            | The Defenders                | Лора Поттер                              |
| 1963—1964 | с | За гранью возможного | The Outer Limits             | Энн Бартон / Иветт Лейтон                |
| 1963—1967 | с | Беглец               | The Fugitive                 | разные персонажи                         |
| 1966      | с | Дымок из ствола      | Gunsmoke                     | Эстер Харрис                             |
| 1966      | с | Напряги извилины     | Get Smart                    | Трейси Данхилл                           |
| 1971      | с | Доктор Маркус Уэлби  | Marcus Welby, M.D.           | Элейн Росси                              |
| 1971      | с | Улицы Сан-Франциско  | The Streets of San Francisco | Элис Уильямс                             |
| 1971      | с | Баретта              | Baretta                      | судья Анна Гэвин                         |